# Feniks-Iljitsjovets

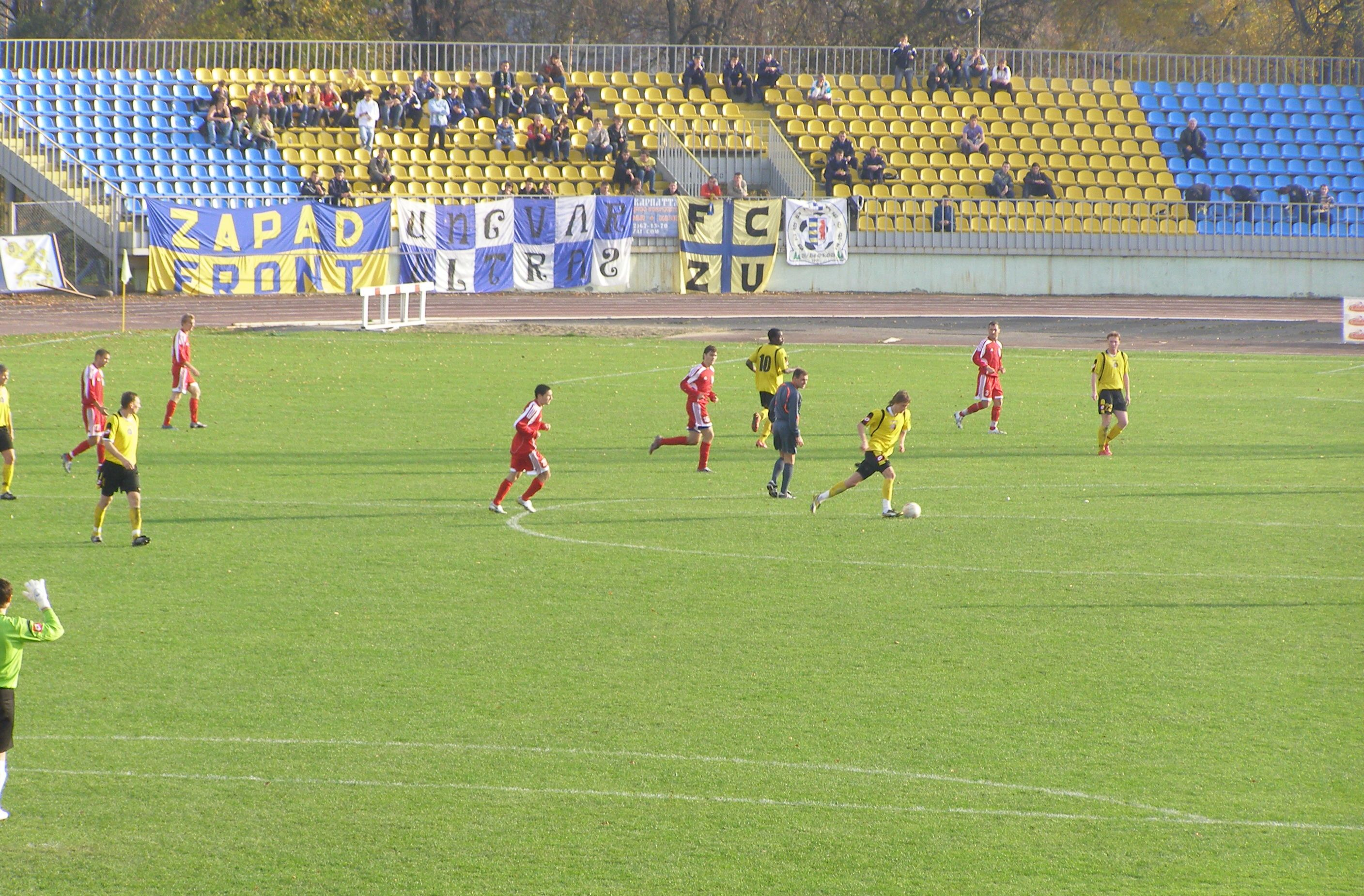
Feniks-Iljitsjovets (in rood) tegen Zakarpattja Oezjhorod in 2008

Feniks-Iljitsjovets (Oekraïens: Фенікс-Іллічовець (ook Фенікс-Іллічiвець); Russisch: Феникс-Ильичёвец) is een voormalige Oekraïense voetbalclub uit Kalinino in de Krim.
De club werd in 2000 opgericht en speelde Yuniststadion dat aan 1050 toeschouwers plaats biedt. In 2007 werd de club tweede in de Droeha Liha C en promoveerde naar de Persja Liha. Daar werd in 2009 met een dertiende plaats de hoogste klassering behaald. In 2010 kwam de Feniks-Illitsjivets Kalinine in de financiële problemen en de club trok zich begin 2011 terug uit de competitie en ging failliet. In december 2010 werd gepoogd om een doorstart te maken als FK Zjemtsjoezjina maar de Oekraïense voetbalbond stond dat niet toe.